# قلمرو کووانا
قلمروی کووانا (به ژاپنی: 桑名藩 Kuwana-han) یک هان (ژاپن) در دوره ادو بود که با ولایت ایسه امروزه استان میه در ارتباط است. مرکز این قلمرو قلعه کووانا بود که امروزه در کووانا، میه قرار دارد. آخرین ارباب آن در دوره باکوماتسو ماتسودایرا ساداآکی بود.